# Euphorbia schoenlandii
Euphorbia schoenlandii är en törelväxtart som beskrevs av Ferdinand Albin Pax. Euphorbia schoenlandii ingår i släktet törlar, och familjen törelväxter. Inga underarter finns listade i Catalogue of Life.